# Suiko
 (juin 2019).
Si vous disposez d'ouvrages ou d'articles de référence ou si vous connaissez des sites web de qualité traitant du thème abordé ici, merci de compléter l'article en donnant les références utiles à sa vérifiabilité et en les liant à la section « Notes et références ».
L'impératrice Suiko (推古天皇, Suiko Tennō, 554-628) est le trente-troisième empereur du Japon selon l'ordre traditionnel de la succession, et la première femme à occuper cette position.

## Titre
La première mention du titre de Tennō (« empereur ») pour la désigner se trouve dans la lettre diplomatique qu'elle envoie à l'empereur de Chine Yangdi de la dynastie Sui, qui contient la phrase « Le tennō de l'Est salue le kōtei de l'Ouest » — la même qui se trouve traduite en chinois par « Le tianzi du Pays du Soleil levant salue le tianzi du Pays du Soleil couchant ».
Tianzi (« Fils des Cieux »), est un titre porté par les empereurs de Chine. L'utilisation de ce terme est une illustration de la tendance japonaise de l'époque à intégrer des caractéristiques culturelles chinoises — une tendance que les empereurs du Japon tentent alors d'utiliser pour s'affirmer les égaux des empereurs de Chine.

## Biographie

### Avant son règne
Suiko a eu plusieurs noms, incluant celui de princesse Nukatabe et celui, peut-être posthume, de Toyomike Kashikiya. Elle était la troisième fille de l'empereur Kinmei, et sa mère était Soga no Kitashi-hime, fille de Soga no Iname. Elle est la consort de son demi-frère l'empereur Bidatsu, mais après la mort de la première épouse de celui-ci, elle l'épouse et obtient le titre d'Ōkisaki (épouse officielle de l'empereur). Elle met au monde deux fils et trois filles.
Après la mort de Bidatsu, le frère de Suiko, l'empereur Yōmei, monte sur le trône pour une courte période, mais meurt rapidement de maladie. À la mort de Yōmei, une lutte pour le pouvoir éclate entre les clans Soga et Mononobe, les premiers soutenant le prince Hatsusebe et les Mononobe soutenant le prince Anahobe. Les Soga l'emportent, et Hatsusebe monte sur le trône sous le nom d'empereur Sushun en 587. Cependant, Soga no Umako commence rapidement à craindre le ressentiment croissant de Sushun envers la puissance du clan Soga et le fait assassiner en 592.

### Règne
Quand elle monte sur le trône pour combler le vide qui s'est ainsi développé, Suiko devient le premier exemple connu dans l'histoire du Japon d'une femme montant sur le trône pour éviter une guerre de succession. Le prince Shōtoku est nommé régent l'année suivante, et bien qu'on considère généralement que le pouvoir politique durant le règne de Suiko réside largement dans les mains du prince Shōtoku et de Soga no Umako, Suiko est loin d'être sans pouvoir. Par exemple, son refus d'agréer à la requête d'Umako de recevoir le territoire impérial connu sous le nom de Kazuraki no Agata en 624 est souvent cité comme preuve de son indépendance vis-à-vis de l'influence d'Umako. Parmi les accomplissements du règne de Suiko figurent la reconnaissance officielle du bouddhisme avec un édit de 594, l'ouverture des relations avec la cour des Sui en 600, l'adoption du système de Kan'i Jūnikai en 603, et l'adoption de la constitution en 17 articles de Shōtoku en 604. Suiko est également l'un des premiers souverains bouddhistes du Japon, et prononce ses vœux de nonne peu après être devenue impératrice. Son nom signifiait « Prêtresse de l'eau »[réf. nécessaire].

### Succession
À une époque où la succession impériale est généralement déterminée par les chefs de clans plutôt que par l'empereur, Suiko ne laisse sur son lit de mort que de vagues indications de succession à deux candidats. L'un d'eux, le prince Tamura, est un petit-fils de l'empereur Bidatsu et est soutenu par la lignée principale des Soga, y compris Soga no Emishi. L'autre, le prince Yamashiro, est un fils du prince Shōtoku et a le soutien de certains membres mineurs du clan Soga. Après une brève lutte au sein du clan, dans laquelle l'un des partisans principaux du prince Yamashiro est tué, le prince Tamura est choisi et devient l'empereur Jomei en 629.